# Сапеги (Сенненский район)
Сапеги — деревня в Сенненском районе Витебской области Белоруссии. Входит в состав Ходцевского сельсовета.
Расположена на автодороге Белая липа — Подворица.

## История
Деревня известна с XVI века, в то время она была в составе Витебского повета Витебского воеводства Великого княжества Литовского. Названа в честь династии Сапег.
- В 1772 году Витебский Повет был ликвидирован после присоединения его территории к Российской империи в ходе первого раздела Речи Посполитой.
- С 22.07.1773 в составе Сенненского уезда Оршанской провинции Российской империи.
- С 22.03.1777 - в составе Сенненского уезда Могилевской губернии.
- С 12.12.1796 - в составе Сенненского уезда Белорусской губернии.
- С 27.02.1802 в составе Сенненского уезда Могилевской губернии.
- 1862г. - Владельцем земель с.Сапеги считался Тимофей Глушановский со своими детьми. Среди них: 9 дес. усадебных земель (800), 178 пашень (952), 64 прочих угодий (648), 243 удобной. Рыбная ловля в реке у деревни находилась во владениях помещика (54 душ). Также у Т.Глушановского во владениях были деревни Латыгово, Ладынец, Шетени (р.Верхневаная?), Дубки Мощенские и Латыговские (р.Кривинка), Дубинино, Закратунье (р.В.Кривинка), Конец (69 душ)(р.Березовка,оз.Патечино), Самсоны , Кишки (96 душ)(р.Березовка).
- 1910 - в Сапегском сельском обществе было 260 десятин земли, из них удобной 243 дес, неудобной 17 дес.( 1десятина =1,09 гектар).
- 1912 - 26 десятин с.Сапеги за 1800р. купили Сидунов Леон Сергеевич и Сидунова Федора Игнатьевна.
- 1915 - часть участка с.Сапеги в 13 десятин за 900р. купил Сидунов Денис Степанович. (317 неуд.земли)
- 1915 - часть участка с.Сапеги в 13 десятин за 950р. Федора Игнатьевна Сидунова продала Сидунову Михаилу Степановичу. (130 уд., 317 неуд. земли)
- 26.04.1919 Сенненский уезд передан в состав Витебской губернии.
- До 1923 г деревня входила в состав Сапегского сельского общества Латыговской волости Сенненского уезда. Волостной центр находился в д. Кишки (Сейчас д. Мощены). Расстояние до волостного центра - 4 км, расстояние до уездного центра - 10 км. Находилась при проселочной дороге, источник воды - колодцы.
- 15.02.1923 - Сенненский уезд ликвидирован, и деревня в составе Латыговской волости была передана Витебскому уезду.
- 1924 - Сенненский уезд был включен в состав БССР, а 17 июля 1924 г. уезд преобразован в Сенненский район Витебского округа.
- 1938 - образован Сенненский район Витебской области
- В 1939 г. в деревню Сапеги переселили жителей деревни Орехвино.
- С 1981 г - деревня входила в состав Белолипского сельсовета
- С 30.03.1992 г - в составе Ходцевского сельсовета
- До 2003 г. в деревне была молочная ферма.

Относилась к церкви и православноу приходу Рождения Божьей Матери в д.Мощеное.

## Население
- 1777 - 92 жителя.
- 1857 год — 128 прихожан в Мощенский приход (около 300 жителей)
- 1910 год —  216 жителей (113 мужчин 103 женщины) (31 двор)
- 1999 год — 54 жителей
- 2003 год — 45 жителей (25 дворов)
- 2009 год — 28 жителей

## Климат
Климат здесь умеренный, с теплым летом и мягкой зимой. Ветры дуют с северо-запада летом и с юга или юго-запада зимой, с частыми циклонами и сухой погодой зимой.